# (15053) Bochníček
15053 Bochnicek (1998 YY2) – planetoida z grupy pasa głównego asteroid okrążająca Słońce w ciągu 3,32 lat w średniej odległości 2,23 j.a. Odkryta 17 grudnia 1998 roku.